# Матеуш Моравецький
Матеуш Якуб Моравецький (пол. Mateusz Jakub Morawiecki; нар. 20 червня 1968, Вроцлав) — польський державний діяч, віцепрем'єр уряду, міністр розвитку і фінансів. Прем'єр-міністр Польщі з 2017 до 2023.

## Життєпис
Походить зі шляхетського роду гербу Єліта. Син лідера «Солідарності» Корнеля Моравецького та його дружини Ядвіги. Родина по батьку походила з варшавської Праги, де й народився сам Корнель; а по матері зі Станіславова, але пізніше оселилися у Вроцлаві. Протягом 1960—1973 рр. народились відповідно чотири його сестри: Анна, Марта, Магдалена та наймолодша Марія. Магдалена померла в 1966 р. у п'ятимісячному віці.
Закінчив історичний факультет Вроцлавського університету (1992). Вивчав бізнес-адміністрування у Вроцлавському політехнічному інституті (1993) і водночас в Університеті центрального Коннектикуту. Отримав диплом MBA в Економічній академії у Вроцлаві (1995). У 1995—1997 роках вивчав право і питання економічної інтеграції в Гамбурзькому університеті. Пройшов курс у школі менеджменту ім. Келлога в Північно-західному університеті в США.
У 1996—2004 роках викладав у Вроцлавській економічній академії, у 1996—1998 роках — у Вроцлавському політехнічному інституті.
З 1998 року обіймав посади в керівництві банку BZ WBK, у 2007—2015 роках був головою його правління.

## Політика
У 1998—2002 роках — депутат регіональної ради Нижньосілезького воєводства від Виборчої акції Солідарності.
2015 року призначений віцепрем'єром і міністром розвитку в уряді Беати Шидло. У березні 2016 року вступив в партію Право і справедливість, до цього був безпартійним членом уряду. З вересня 2016 року — міністр розвитку і фінансів.
Після відставки Беати Шидло з посади прем'єр-міністра 7 грудня 2017 року, висунутий партією «Право і справедливість» на посаду голови уряду Польщі.
17 лютого 2018, будучи прем'єр-міністром Польщі, поклав вінок і запалив свічку на могилах Свєнтокшиської бригади, відомої своєю співпрацею з гітлерівцями, що викликало значний резонанс у суспільстві.
12 листопада 2019 року після присяги депутатів нового скликання Сейму оголосив про відставку.
На виборах у 2019 році Матеуш Моравецький став лідером списку Закону та Справедливості у виборчому окрузі № 31. Він отримав мандат депутата до Сейму 9-го терміну, отримавши 133 687 голосів. На першому засіданні сейму 9-го терміну він пішов у відставку з Ради Міністрів (відповідно до статті 162 (1) Конституції Польщі), яка була прийнята президентом того ж дня. 14 листопада 2019 року президент Польщі Анджей Дуда призначив його знову прем'єр-міністром, доручивши йому місію формування нового уряду.
Наступного дня Президент Польщі призначив Матеуша Моравецького на посаду прем'єр-міністра та призначив членів нового кабінету. У цьому уряді прем'єр-міністр також обійняв посаду міністра спорту. 19 листопада він виступив із програмою. Того ж дня Сейм оголосив уряду довіру. За це проголосували 237 депутатів, проти було подано 214 голосів. 5 грудня звільнений президентом Анджеєм Дудою з посади міністра спорту (у зв'язку з призначенням Данути Дмовської-Анджеюк на цю посаду).
30 грудня 2019 року було опубліковано різкий відкритий лист Матеуша Моравецького щодо скандальних заяв президента РФ Путіна про Польщу на початку Другої світової війни.
13 листопада 2023 року, як повідомило агентство RMF24, прем'єр-міністр Польщі Матеуш Моравецький подав старшому маршалу Мареку Савицькому заяву про відставку з посади голови Ради міністрів. Того ж дня, Президент Польщі Анджей Дуда доручив представникові партії влади «Право і справедливість» сформувати уряд. Як відомо, Матеуш Моравецький був прем'єром за попереднього скликання Сейму. Тепер же він отримав від Анджея Дуди акт про призначення голови Ради міністрів (уряду).
11 грудня 2023 року Сейм висловив Моравецькому вотум недовіри та, як наслідок, закінчив його каденцію на посаді прем'єр-міністра Польщі.

## Цитати стосовно України
- «Історія повторюється на наших очах. Надто багато спільного, щоб ми могли його ігнорувати. З одного боку, це злочини, відомі нам з історії тоталітарних систем. З іншого боку, це мужність і рішучість нації, яка чинить опір агресору. З іншого боку, нерішучість Європи призводить до пасивності та байдужості. Після 100 днів війни в Україні її результат ще не вирішений. Нам давно настав час вірити в перемогу так само сильно, як Україна»[17].

- Україна бачить, до чого призводять націоналізм та імперіалізм, і що спадкоємцем Організації українських націоналістів та УПА є Путін, який намагається впровадити "Руській мір[18].

## Скандали
- 17 лютого 2018 року у Мюнхені ним було покладено квіти на могилу бійців Свєнтокшиської бригади, яка відкрито співпрацювала з Нацистською Німеччиною.[19] Польські та ізраїльські газети звинуватили його у вшануванні «польських співпробітників Гестапо» та «нацистських колаборантів» [20][21]

## Нагороди
Польща:
- Лицарський хрест ордена Відродження Польщі (2015)[22].
- Хрест свободи та солідарності (2013)[23].
- Почесний знак «За заслуги перед банківською справою Республіки Польща»[pl] (2011)[24].
- Срібний хрест бойової солідарності (2021)[25].

 Литва:
- Великий хрест ордена «За заслуги перед Литвою» (2019)[26].

 Україна:
- Орден князя Ярослава Мудрого II ст. (2022)[27].